# Prudence de Troyes
Pour les articles homonymes, voir Prudence.
Prudence de Troyes (en latin Prudentius), né Galindo, (Espagne musulmane, ? - Troyes, 6 avril 861) est un évêque de Troyes, en France, reconnu saint par l'Église, et fêté le 6 avril.

## Biographie
Originaire d'Espagne, il quitta le territoire des Sarrasins pour l'Empire carolingien et ses écoles ecclésiastiques, réputées depuis le règne de Charlemagne.
Succédant à Adalbert en tant qu'évêque de Troyes vers 843, Prudence est connu pour sa controverse avec l'évêque Hincmar de Reims à propos de la prédestination. Il fut également l'un des auteurs, entre 835 et 861, des Annales de Saint-Bertin.

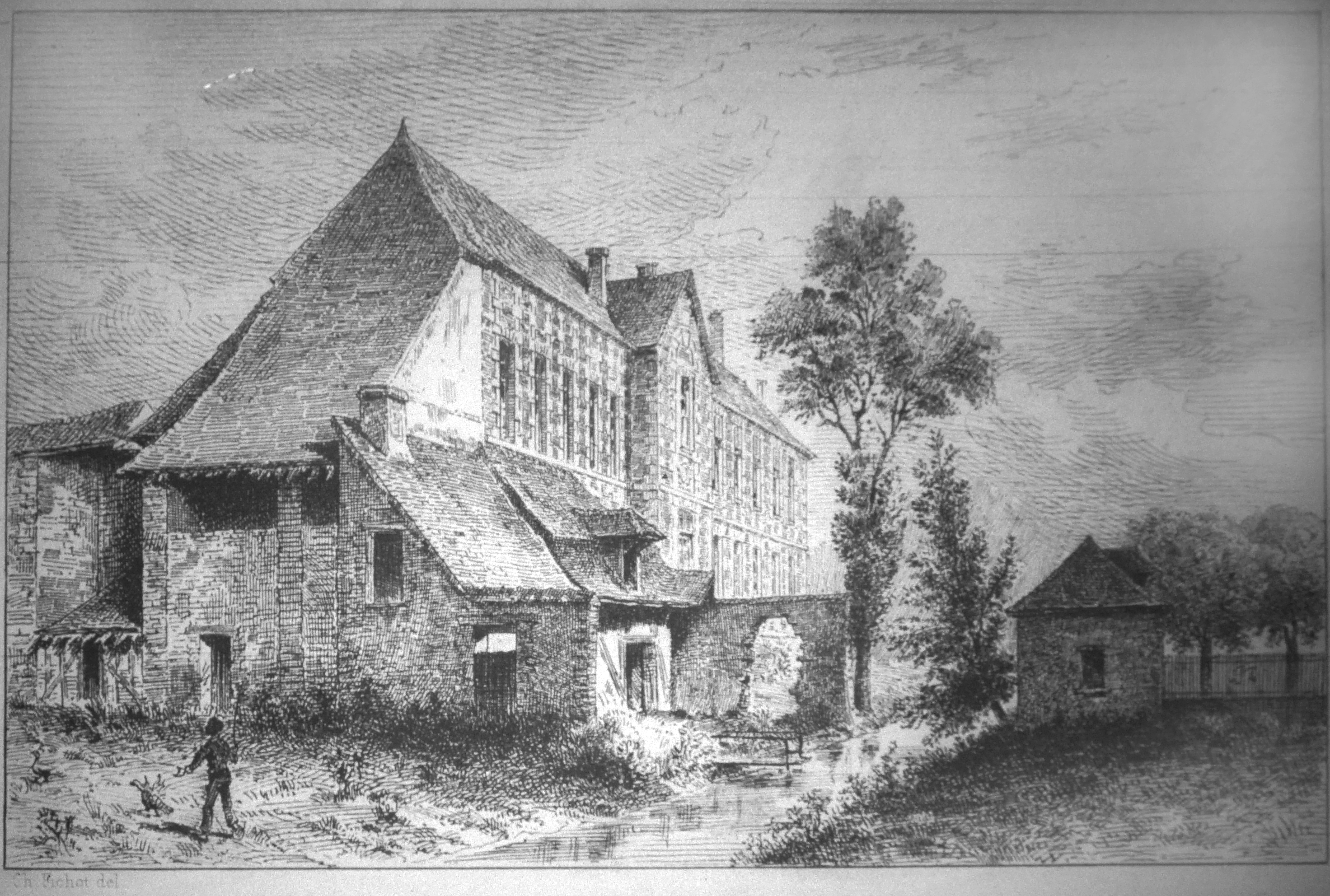
L'abbaye de Montiéramey, influencée par Prudence au milieu du IXe siècle.

Il a dédié l'église abbatiale de Montiéramey à saint Pierre et à saint Léon à la demande du pape Léon IV. En 850, il consacra la première église abbatiale de l'abbaye Saint-Pierre de Montier-la-Celle.
Il participa au concile de Paris en 846, par deux fois à celui de Quierzy en 849 et 853, et aussi à celui du troisième de Soissons en 853 également qui traita des positions entre Hincmar et les successeurs d'Ebbon.
Il est reconnu par l'Église catholique sous le nom de saint Prudence.

## Autre
Il fait également une apparition dans la série à succès Vikings en tant que maître enlumineur d'Ecbert du Wessex, incarné par l'acteur Seán T. Ó Meallaigh (saison 4 épisode 2).